# Kalijum dimanganat(III)
Kalijum dimanganat(III), , jedinjenje je mangana(III). Za razliku od manganita litijuma i natrijuma, , koji se najbolje opisuju kao pomešani oksidi, kalijum dimanganit sadrži diskretne 6−
6 anjone u čvrstom stanju. Rapidno se hidrolizuje u vazduhu.